# Einar Rossbach
Einar Rossbach (Porsgrunn, 20 oktober 1964) is een voormalig profvoetballer uit Noorwegen, die speelde als doelman gedurende zijn carrière. Zijn zoon Sondre trad in zijn voetsporen en speelde als doelman eveneens op het hoogste niveau.

## Clubcarrière
Rossbach speelde clubvoetbal in Noorwegen en Denemarken. Hij beëindigde zijn loopbaan in 1995 bij de Deense club Silkeborg IF, maar maakte tweemaal noodgedwongen een rentree wegens keepersproblemen. De laatste keer in 2004, toen hij 39 jaar oud was en zijn club Pors Grenland te hulp schoot bij het begin van het seizoen.

## Interlandcarrière
Einar Rossbach kwam in totaal zes keer uit voor de nationale ploeg van Noorwegen in de periode 1990–1993. Onder leiding van bondscoach Egil Olsen maakte hij zijn debuut op 7 november 1990 in het vriendschappelijke duel tegen Tunesië (1-3) in Bizerte, net als Erik Mykland (IK Start), Tor André Grenersen (FK Mjølner), Kåre Ingebrigtsen (Rosenborg BK) en Claus Eftevaag (IK Start). Rossbach moest in die wedstrijd al na 29 minuten plaatsmaken voor Tor André Grenersen.

## Erelijst
Tromsø IL
- Kniksenprijs ("Doelman van het jaar")

1990